# 尤洛斯·斯洛卡
尤洛斯·斯洛卡（1983年5月14日—），斯洛文尼亞籃球運動員，現在效力於西班牙籃球聯賽埃斯蒂特斯籃球俱樂部。他也代表斯洛文尼亞國家籃球隊參賽。